# Gabriela Jílková (závodnice)
Gabriela Jílková alias QuickGabi (* 2. dubna 1995) je česká závodnice, která se stala několikanásobnou vítězkou mistrovství v motokárách. Je první ženou, která vyhrála závod mezinárodního mistrovství České republiky v závodech na okruzích. Dále se může chlubit vítězstvími v závodech Formule Gloria Formule Renault 2.0 a dvěma tituly v GT Winter Series.

## Závodní kariéra
Gabriela do motokáry usedla poprvé jako pětiletá, závodní kariéru pak zahájila v pouhých sedmi letech a absolvovala tak devět závodních sezon. Asi největším úspěchem bylo třetí místo ve světovém finále a čtyři tituly mistryně České republiky.
V motokárách byl rok 2011 ve znamení přestupu do třídy Rok Senior, kde Gabriela skončila pátá v mistrovství České republiky a kvůli termínovým kolizím odjela pouze pět ze sedmi podniků.
Díky soutěži Formula Star, která hledala nové talenty, se dostala k monopostům. Vybral si ji tým Křenek Motorsport, se kterým absolvovala první závodní sezonu na okruzích s formulí Gloria C8F. Gabriela okamžitě slavila další pódiová umístění. Mladá závodnice pokračovala s monopostem Formule Renault 2.0, kde pravidelně bodovala a vítězila v závodech.
Během závodu Formule Renault na Rakouském Red Bull Ringu se zapletla po startu do kolize několika vozů, což jí způsobilo zranění v podobě pěti naštípnutých obratlů.
Gabriela se po pár měsících zotavila a pokračovala s Pragou R1 v rámci ESET V4 Cupu. Následovně se přesunula do šampionátu Renault Clio Cup. Gabriela slavila jednotlivá vítězství i zde. Kromě toho testovala i vůz pro Audi TT Cup, formulové monoposty a jiné sportovní vozy.
Mladá závodnice musela kvůli finanční situaci na malou chvíli závodění přerušit, ale po dvou letech se v sezóně 2019 vrátila do závodní sedačky s vozem KTM X-Bow GT4.
Nově se věnuje závodům prototypů v Prototype Cupu Germany s monopostem kategorie LMP3 u týmu JVO Racing. Avšak i nadále závodí v kategorii GT4, konkrétně ve francouzském FFSA GT4 pro tým Matmut Évolution ve voze Toyota GR Supra GT4. 
Gabriela Jílková v Prototype Cupu Germany 2023

## Zajímavosti
V anketě Zlatý volant je šestinásobnou držitelkou ceny Elišky Junkové za nejrychlejší ženu v motorsportu.
Gabriela má i svůj vlastní závodní simulátor, který jí pomáhá s přípravou pro reálné závody. Simulátor využívá i pro virtuální závody, kde nejčastěji jezdí iRacing a RaceRoom.
Kromě závodění se věnuje i své jezdecké akademii QuickGabi Academy, která má za cíl rozvíjet závodní dovednosti nových či zkušenějších závodníků.